# Live at Moles Club
Live at Moles Club Bath is de tiende in een reeks livealbums van de Britse groep King Crimson.

## Geschiedenis en bezetting
Als begin jaren 70 KC uit elkaar valt, duurt het een aantal jaren voordat Fripp weer een groep musici op zich heen weet te verzamelen. Het zijn dan:
- Robert Fripp – gitaar
- Adrian Belew – gitaar, zang
- Tony Levin – basgitaar en stick
- Bill Bruford – drums en percussie

Om niet een al te zware druk op zichzelf en de band te leggen, wordt de groepsnaam Discipline (het eerste album van deze groep heet ook Discipline. De eerste proefoptredens worden ook onder de naam Discipline verzorgd. Dit is een (wat pover klinkende) registratie van zo’n try-out.

## Composities
1. Discipline
2. Thela Hun Ginjeet
3. Red
4. Elephant Talk
5. Matte Kudasai
6. The Sheltering Sky
7. Indiscipline
8. Frame by Frame
9. Larks' Tongue in Aspic (Part II)

## Trivia
- Tony Levin herinnert zich dit optreden nog levendig. Het zaaltje wordt vaker gebruikt voor try-outs; hij speelde hier niet alleen met King Crimson, maar ook met Peter Gabriel. Het zaaltje is uitermate klein (muziekrecensenten konden niet naar binnen; de zaal was al vol), de afstand tussen musici en publiek is ongeveer een meter en de toiletten bevonden zich achter het podium.

Jaren 60: mei, juni 1969; Marquee Londen · 5 juli 1969; Hyde Park Londen · 21/22 november 1969; San Francisco
Jaren 70: 11 mei 1971; Plymouth · 10 augustus 1971; Marquee Londen · 16 oktober 1971; Brighton · 13 december 1971; Detroit · 26 februari 1972: Jacksonville · 27 februari 1972;Orlando · 12 maart 1972; Denver radio · 13 maart 1972; Denver live · 27 maart 1972; Boston · 13 oktober 1972; Frankfurt am Main · 17 oktober 1972; Bremen · 13 november 1972; Guildford · 15 november 1973; Zürich · 29 maart 1974; Heidelberg · 30 maart 1974; Mainz · 1 april 1974: Kassel · 24 juni 1974, Toronto· 1 juli 1974, New York
Jaren 80: 30 april 1981; Bath · 30 juli 1982; Philadelphia · 2 augustus 1982; New York · 13 augustus 1982; Berkeley · 25 augustus 1982; Cap D’Agde · 29 september 1982; München · 17-30 januari 1983; studiowerk · mei-november 1983
Jaren 90: VROOOM sessies;april/mei 1994; studio · 1 juli 1995; Wiltern · 20-25 november 1995; Broadway · 29 november 1995; Chicago · 26 augustus 1996; 2e maal Philadelphia · mei 1997; Nashville studio · 1-4 december 1997 (P1) · 4 juni 1998; Chicago (P2) · 1 juli 1998; Northampton (P2) · 1 november 1998; San Francisco (P4) · 25 maart 1999; Austin (P3)
Jaren vanaf 2000: 11 juni 2000; Warschau · 9/10 november 2001; Nashville live · 3 maart 2003: Alexandria (P3) · april 2003 · najaar 2003; Japan · 20 juni 2003; Milaan · 16 november 2003; New Haven ·  28 juni 2017; Chicago